# Drassodes tarrhunensis
Drassodes tarrhunensis är en spindelart som först beskrevs av Karsch 1881.  Drassodes tarrhunensis ingår i släktet Drassodes och familjen plattbuksspindlar.
Artens utbredningsområde är Libya. Inga underarter finns listade i Catalogue of Life.